# Alan’s Psychedelic Breakfast
«Alan’s Psychedelic Breakfast» (с англ. — «Психоделический завтрак Алана») — музыкальная композиция группы «Pink Floyd» с альбома 1970-го года «Atom Heart Mother», состоящая из трёх частей: «Rise And Shine», «Sunny Side Up» и «Morning Glory». «Alan’s Psychedelic Breakfast» является четвёртым по счёту треком второй стороны LP и пятым завершающим треком всего альбома. Авторы композиции — все четверо участников группы. «Alan’s Psychedelic Breakfast» представляет собой сочетание инструментальной музыки с записью голосов, звуков и шумов, производимых одним из роуди Pink Floyd, имя которого упоминается в названии композиции, Аланом Стайлзом (Alan Stiles) во время завтрака.

## Исполнение на концертах
Единственный раз на концерте композиция исполнялась в Сити Холле (City Hall) в Шеффилде в декабре 1970 года, во время которого музыканты готовили еду и заваривали чай прямо на сцене. На последующих концертах музыканты решили отказаться от таких сценических экспериментов и «Alan’s Psychedelic Breakfast» в концертную программу больше не включали:

Это совершенно не срабатывало, и нам пришлось от такой идеи отказаться…Сказать по правде, это — никудышная вещь.
— Ричард Райт. «New Musical Express»
Концерт в Шеффилде 22 декабря 1970 года неофициально записан и издан на LP, на котором композиция «Alan’s Psychedelic Breakfast» длится 24 минуты и занимает всю первую сторону диска.

## Естественные шумы и звуки
На протяжении всей композиции, преимущественно в начале и в конце «Alan’s Psychedelic Breakfast», а также в относительно длительных паузах между её частями, слышен голос Алана Стайлза во время приготовления завтрака, во время самого завтрака и при уборке посуды. Большая часть его слов и фраз несколько раз повторяется в виде эффекта затихающего эхо.
Один из фрагментов монолога Алана Стайлза:

А подайте-ка мне хлопьев, потом яичницу, бекон, колбасу, помидоры, тост, кофе, джем, обожаю джем…ещё немного овсянки, люблю овсянку, конечно, это вкусно…Завтрак в Лос-Анджелесе…
Оригинальный текст (англ.)Oh, ah give me flakes, then ah scrambled eggs, bacon, sausage, tomatoes, toast, coffee, marmalade, I like marmalade… any cereal, I like any cereal, of cause it is nice… Breakfast in Los Angeles...

Помимо голоса Алана Стайлза в композиции можно услышать множество различных звуков и шумов, записанных на кухне в доме Ника Мейсона: звуки открываемой и закрываемой двери, звуки шагов, звон посуды, звуки наливаемой воды, зажигающихся спичек, шипения масла на раскалённой сковороде, а также звуки питья, прожёвывания и глотания еды и прочее. Эти звуки и шумы записаны в начале и в завершении каждой из трёх частей композиции.
Звук воды, капающей из крана, который открывает и заканчивает композицию «Alan’s Psychedelic Breakfast», а также завершает весь альбом «Atom Heart Mother», продолжался бесконечно на первых британских изданиях альбома. Последняя дорожка винилового диска была отпечатана без сбега, поэтому капли воды звучали до тех пор, пока не убирали иглу с пластинки или не отключали проигрыватель.

## Части композиции
«Alan’s Psychedelic Breakfast» разделена на следующие три части:
1. Rise and Shine («Вставай и сияй») — 00:00—04:22[~ 3][5]
2. Sunny Side Up (словосочетание «Солнечная сторона», «Солнечной стороной вверх»", имеющее также значение «Яичница») — 04:22—08:17
3. Morning Glory («Утреннее торжество», «Утренняя краса», «Утренняя слава», также название ипомеи[источник не указан 3305 дней]) — 08:17—13:01

## Интересные факты
- В 1969 году во время исполнения сюит «The Man» и «The Journey» (под общим названием «The Massed Gadgets of Auximines»), музыканты «Pink Floyd» пили чай, который разносил технический персонал, прямо на сцене, как и во время единственного концертного исполнения «Alan’s Psychedelic Breakfast»[12].
- Алан Стайлз, принимавший участие в записи и чьё имя отражено в названии композиции, снят на фотографии на фоне музыкального оборудования группы «Pink Floyd», размещённой на обратной стороне обложки LP 1969 года «Ummagumma»[5].
- Одна из органных мелодий композиции «Alan’s Psychedelic Breakfast» стала основой композиции «Profiles» с одноимённого сольного альбома Ника Мейсона 1985 года «Profiles»[6].
- Оценка Дэвида Гилмора композиции «Alan’s Psychedelic Breakfast», процитированная в книге «Блюдце, полное чудес. Одиссея Pink Floyd» Николаса Шэффнера[7]:

Самая наспех слепленная композиция из всех, которую мы когда-либо делали.

- В переиздании альбома «Atom Heart Mother» на CD в 1994 году (remaster 1994) вложен 24-страничный буклет, содержащий среди прочего открытку с рецептами завтрака, в нём упоминаются такие блюда, как «Традиционный свадебный пир бедуинов» или «Оригинальный завтрак франков из говяжьих мозгов» — альтернатива обычной яичнице[5].
- Композиция «Alan’s Psychedelic Breakfast» вдохновила американских музыкантов Тима Палмиери (Tim Palmieri) и Адриана Трамонтано (Adrian Tramontano) дать своей группе название «Psychedelic Breakfast». Позже группу переименовали в «The Breakfast»[13][14].

## Участники записи
- Дэвид Гилмор — гитара;
- Роджер Уотерс — бас-гитара;
- Ричард Райт — клавишные;
- Ник Мейсон — ударные.

при участии
- Алан Стайлз — голос, звуковые эффекты.